# مايكل أبتيد
مايكل أبتيد (بالإنجليزية: Michael Apted)‏ ممثل ومخرج ومنتج سينمائي وتلفزيوني بريطاني من مواليد 10 فبراير 1941 بأيلزبري مقاطعة باكينجهامشير بدولة بريطانيا العظمى، يعتبر واحداً من أبرز وأقوى أبناء جيله من المخرجين البريطانين، حيث يضج رصيده بعدد كبير من سلاسل الأفلام الوثائقية وسينمائية.
في 29 يونيو 2003 انتخب أبتيد رئيسا لنقابة المخرجين الأمريكيين. وفي عيد الميلاد عام 2008 تم تعيينه رفيق وسام القديس مايكل والقديس جورج مع مرتبة الشرف.

## أعماله

### في السينما
- يكفي (فيلم) سنة 2002.

## مواقع خارجية
- مايكل أبتيد على موقع IMDb (الإنجليزية)
- مايكل أبتيد على موقع مونزينجر (الألمانية)
- مايكل أبتيد على موقع ألو سيني (الفرنسية)
- مايكل أبتيد على موقع ميوزك برينز (الإنجليزية)
- مايكل أبتيد على موقع أول موفي (الإنجليزية)
- مايكل أبتيد على موقع بوكس أوفيس موجو (الإنجليزية)
- مايكل أبتيد على موقع قاعدة بيانات الأفلام السويدية (السويدية)
- مايكل أبتيد على موقع إن إن دي بي (الإنجليزية)
- مايكل أبتيد على موقع ديسكوغز (الإنجليزية)
- مايكل أبتيد على موقع قاعدة بيانات الفيلم (الإنجليزية)